# Serena Blair
Serena Blair (Los Ángeles, California; 25 de enero de 1988) es una actriz pornográfica, modelo erótica y camgirl estadounidense.

## Biografía
Serena Blair nació en la ciudad de Los Ángeles (California), en enero de 1988. Comenzó trabajando como camgirl para páginas como Kink, portal que le dio la oportunidad de comenzar su carrera como actriz pornográfica, rodando su primera escena en febrero de 2011, a los 23 años de edad.
Como actriz ha trabajado para productoras como Evil Angel, Girlsway, Sweetheart Video, Little Dragon Pictures, Elegant Angel, Twistys, Kink.com, Pure Taboo, Mile High o Girlfriends Films, entre otras.
En 2017 se alzó con el Premio AVN en la categoría de Mejor escena de sexo lésbico en grupo por la cinta AI: Artificial Intelligence, junto a las actrices Celeste Star y Alix Lynx.
En 2018 fue nominada en los Premios AVN y XBIZ en la categoría de Artista lésbica del año. Así mismo, recibió en los AVN otra nominación a la Mejor escena de sexo lésbico en grupo por The Faces of Alice, junto a Sara Luvv, A.J. Applegate, Dahlia Sky, Melissa Moore, Kimmy Granger, Darcie Dolce, Kristen Scott, Bree Daniels y Cadence Lux.
Hasta la actualidad, ha rodado más de 230 películas.
Alguno de sus trabajos son All Girl Frenzy, Carter's Anal College, Fantasy Factory, Flashback, I.T. Girl, Love Love, Pledge, Tasty Treats 2 o Vampires.

## Premios y nominaciones
| Año  | Ceremonia                   | Resultado | Premio                                    | Trabajo                             |
| ---- | --------------------------- | --------- | ----------------------------------------- | ----------------------------------- |
| 2017 | Premios AVN                 | Ganadora  | Mejor escena de sexo lésbico en grupo     | AI: Artificial Intelligence         |
| 2017 | Premios XBIZ                | Nominada  | Modelo webcam del año                     | —                                   |
| 2018 | Premios AVN                 | Nominada  | Artista lésbica del año                   | —                                   |
| 2018 | Premios AVN                 | Nominada  | Mejor escena de sexo lésbico en grupo     | The Faces of Alice                  |
| 2018 | Premios XBIZ                | Nominada  | Artista lésbica del año                   | —                                   |
| 2018 | Spank Bank Technical Awards | Ganadora  | Most Likely To Earn A Michelin Star       | —                                   |
| 2019 | Premios AVN                 | Nominada  | Artista lésbica del año                   | —                                   |
| 2019 | Premios AVN                 | Nominada  | Mejor escena de sexo lésbico en grupo     | The Breast Doctor Around            |
| 2019 | Premios AVN                 | Nominada  | Premio fan: Mejor sitio web de una actriz | SerenaBlair.com                     |
| 2020 | Premios AVN                 | Nominada  | Artista lésbica del año                   | —                                   |
| 2020 | Premios AVN                 | Nominada  | Mejor escena de sexo lésbico              | Lesbian Performers of the Year 2019 |
| 2021 | Premios AVN                 | Nominada  | Artista lésbica del año                   | —                                   |
| 2021 | Premios AVN                 | Nominada  | Mejor escena de sexo lésbico en grupo     | Primary                             |
| 2021 | Premios AVN                 | Nominada  | Mejor escena de sexo lésbico en grupo     | Lesbian Revenge 3                   |
| 2021 | Premios XBIZ                | Nominada  | Artista lésbica del año                   | —                                   |
| 2021 | Premios XBIZ                | Nominada  | Mejor escena de sexo en película lésbica  | Lesbian Revenge 3                   |
| 2021 | Premios XBIZ                | Ganadora  | Mejor escena de sexo en película lésbica  | Primary                             |
| 2021 | Premios XBIZ                | Nominada  | Mejor escena de sexo en película lésbica  | The Path to Forgiveness             |